# Sarat Nayak
Sarat Nayak (Oriya: ଶରତ ନାୟକ, n. en Pattamundai, en el estado de Orissa) es un cantante y compositor de música del cine "Ollywood" indio, que reside en el estado de Orissa.

## Carrera
Estudió en Oriya, en la Universidad de Utkal (Vanivihar), Bhubaneswar. Compuso temas musicales, para álbumes de diferentes artistas y se ha ganado además la fama del cine Ollywood. Es muy conocido por sus canciones devocionales (conocidos como Odia Bhajans) y también se hizo popular por interpretar canciones bhajans, como Sabu Mayare Baya, He Narayan y otros.

## Filmografía (Como Director Musical)
- Chakaa Chakaa Bhaunri
- Bande Utkala Janani
- Shatru Sanghara
- Aa Janhare Lekhiba Naa
- Bad Girl

## Álbumes de música contemporánea
- Aau Ketedina
- Chakori Jharana Luha
- Mana Rahena
- Sasura Ghara Jindabad
- Janha Raati
- Smruti
- Jibanare Thare Adhe
- E Goura

And More

## Álbumes de música Bhajan
- Bada Dian
- Sabu Mayare Baaya
- He Narayana
- Bhaba Jamuna
- Jai Shreeram
- Papa Punya
- Tuma Pade Sarana

And More